# بیل لیورز
بیل لیورز (انگلیسی: Bill Leivers؛ زادهٔ ۲۹ ژانویهٔ ۱۹۳۲) بازیکن فوتبال اهل بریتانیا است.
از باشگاه‌هایی که در آن بازی کرده‌است می‌توان به باشگاه فوتبال چسترفیلد، باشگاه فوتبال دونکستر راورز، و باشگاه فوتبال منچستر سیتی اشاره کرد.